# Битка код Ремагена
Битка код Ремагена је битка Другог светског рата која је трајала од 7. до 25. марта 1945. као део савезничке инвазије на Немачку. Довела је до неочекиваног заузимања моста Лудендорфа преко Рајне. Након савладавања Зигфридове линије, 9. оклопна дивизија 1. америчке армије неочекивано је брзо напредовала према Рајни. Били су веома изненађени када су видели да један од последњих мостова преко Рајне још увек стоји.

## Битка на мосту Лудендорфу
Немци су мост Лудендорф минирали с приближно 2.800 кг експлозива. Међутим, када су покушали да активирају експлозив, само је део њега експлодирао. Америчке снаге заузеле су мост и брзо прошириле мостобран преко Рајне, две недеље пре детаљно планиране операције пљачке фелдмаршала Бернарда Монтгомерија. То није дозволило Немцима да се прегрупишу источно од Рајне и учврсте своје положаје. Током битке за контролу над Лудендорфом, америчке и немачке снаге користиле су се новим оружјем и тактиком. Наредних 10 дана након заузимања 7. марта 1945. године, Немци су се служили практично сваким оружјем које им је било на располагању у покушају да униште мост. Ту спадају пешадија и оклопна возила, хаубице, минобацачи, плутајуће мине, минирани чамци, шински топ и џиновски супертежак минобацач Карл-Херат од 600 мм. Немци су нападали мост употребљавајући новоразвијене турбомлазне бомбардере Арадо Ар 234Б-2. Да би заштитили мост од авиона, Американци су поставили највећу концентрацију противавионског оружја током Другог светског рата, што доводи до „највећих противавионских артиљеријских битака у америчкој историји”. Американци су пребројали 367 различитих немачких авиона Луфтвафе који су напали мост током наредних 10 дана. Тврдили су да су оборили готово 30% авиона послатих против њих. Немачка ваздушна офанзива није успела.
Адолф Хитлер је 14. марта наредио СС-у генералу Хансу Камлеру да лансира V-2 ракете с циљем да униште мост. Ове ракете су први пут употребљене против тактичке мете и ово је једини пут да су испаљене на немачку мету. Из 11 испаљених ракета убијено је шест Американаца и известан број Немаца у оближњим градовима, али ниједна није пала ближе од око 500 метара од моста. Немци шаљу одред од седам ронилаца морнаричких сапера користећи италијански апарат за подводно дисање, али Американци су били спремни. По први пут у овој борби употребили су строго поверљивe рефлекторе за одбрану постављене на тенкове, који су успешно у мраку откривали немачке рониоце, који су лакше убијани или заробљавани.
Савезници су успели да пребаце пет дивизија преко Рајне до Рура, индустријског срца Немачке. Мост је срушен у 15 часова 17. марта, усмртивши 33 америчка инжењера и ранивши 63. До тада су инжењери америчке војске завршили изградњу челичног моста и понтонског моста за тешке терене, праћен мостом Бејли преко Рајне. Више од 25.000 војника прешло је у Немачку пре него што су Американци могли да пробију одбрамбену линију у близини мостобрана 25. марта 1945. године.
Немачка и америчка војска верују да је заузимањем моста скраћен рат, али неки немачки генерали то оспоравају. Мост Лудендорф није обновљен након Другог светског рата.

## Позадина
Римљани су првобитно изградили насеље у Ремагену у 1. веку нове ере. Током тог дугог временског периода, више пута је уништавано нападима на војске из неколико нација. Град је сваки пут обнављан. У марту 1945. у малом одмаралишту живело је око 5.000 људи. Рајна код Ремагена била је широка око 270 m (890 ft). Мост Лудендорф су изградили руски ратни заробљеници током Првог светског рата да би помогли у транспорту залиха из Немачке у Француску.

### Изградња и пројектовање мостова
Мост је повезао село Ерпел на источној страни с Ремагеном на западној обали. Име је добио по немачком генералу из Првог светског рата Ерих Лудендорфу, који је био кључни предлагач изградње овог моста. Превозио је две железничке пруге и пешачке писте с обе стране преко Рајне. Укупна дужина била је 400 метара, док је главна челична конструкција била дугачка 325 метара. Лук се простирао на 156 метара, а на највишем месту је износио 28 метара изнад воде. Две решетке с обе стране централног лука биле су 85 метара. Повишени надвожњак на сваком крају распона повезивао је прилаз мосту и омогућавао прузи или путевима да пролазе испод, паралелно са реком. Мост се обично налазио на око 15 метара изнад Рајне. С обзиром да је изграђен у војне сврхе, с обе стране шина на обе обале имао је чврсто изграђене камене куле, опремљене борбеним пушкарницама и смештајем за један батаљон трупа.

### Накнаде за рушење
Дизајнери су уградили шупљине у молове на којима би се могле поставити накнаде за рушење, али када су Французи окупирали Рајну након Првог светског рата, ове шупљине су напунили бетоном. Након што су Немци поново стекли Рајнску област и контролу над мостом, 1938. године су на носаче моста причврстили 60 кутија обложених цинком. Свака је могла да садржи 3,66 килограма експлозива. Систем је дизајниран да детонира свих 60 пуњења одједном, мада су до 7. марта 1945. пуњења уклоњена и чувана у близини. Ставили су додатне накнаде на два стуба. Унутар инспекцијског окна на западном пристаништу Немци су поставили 2.000 килограма експлозива, а на источном пристаништу причврстили су два терета од 300 килограма на носаче који су мост повезивали са пристаништем. Отприлике 2.800 килограма експлозива било је повезано на електрични прекидач и повезано на управљачки круг смештен на улазу у тунел испод Ерпелер Леја помоћу електричних каблова који су пролазили кроз заштитне челичне цеви. Као резерву, Немци су на терет испод источног мола причврстили фитиљ, који је могао да се активира ручно.